# Chris Niedenthal
Christopher Jan Niedenthal (* 21. října 1950, Londýn) je polský fotoreportér známý zejména díky fotografiím života v zemích za železnou oponou. Většinu života strávil v Polsku, odkud působil jako korespondent magazínů jako Newsweek, Time, Der Spiegel, Geo či Forbes. V Polsku jsou nejvíce ceněné jeho snímky dokumentující vzestup hnutí Solidarita, období vojenského stavu v Polsku (1981–1983), či návštěvy papeže Jana Pavla II. Niedenthalovi se podařilo zdokumentovat pád komunistických režimů ve většině zemí Střední Evropy, též v Bulharsku a Rumunsku. Za portrét Jánose Kádára získal v roce 1986 ocenění World Press Photo.

## Život a dílo
Narodil se v Londýně v rodině polských válečných emigrantů. Po ukončení studia na London College of Printing se přestěhoval do Polska, odkud působil jako zahraniční korespondent.
V roce 1978, po zvolení Karola Wojtyly papežem, byl prvním fotografem, který přišel do Wadovíc, papežova rodiště. Jana Pavla II. pak fotografoval při všech jeho cestách do Polska.
Společně s anglickým reportérem Miachaelem Dobbsem se ocitl u zrodu hnutí Solidarita, když přišel fotografovat stávku v gdaňské loděnici v roce 1980. Solidaritu pak sledoval až do vítězných voleb v roce 1989.
Po vyhlášení stanného práva v Polsku fotografoval vstup armády do ulic Varšavy. Proslavil se zejména snímkem obrněného transportéru před kinem Moskva, kde právě promítali Coppolův film Apokalypsa. V tomto období dával negativy turistům a lidem odcházejícím ze země, aby je doručili do redakce Newsweeku. Sám totiž nechtěl vycestovat z obavy, že by ho do země už nemuseli vpustit.
V roce 1987 se s rodinou přestěhoval do Vídně, odkud vycestovával jako fotoreportér časopisu Time do zemí socialistického bloku. Za portrét Jánose Kádára získal v roce 1986 ocenění World Press Photo. Podařilo se mu zachytit postupný pád režimů v Polsku, Československu, Bulharsku, Rumunsku a také pád Berlínské zdi.
V současnosti (2013) se ve své tvorbě mírně odklání od klasické reportážní fotografie, známé jsou série TABU (portréty tělesně postižených dětí), Chléb (pocta pekařského řemeslu) nebo Sousedka (problematika přistěhovalectví).